# 투바 인민공화국
투바 인민공화국(러시아어: Туви́нская Наро́дная Респу́блика, 투바어: Тыва Арат Республика)은 1921년부터 1944년까지 존재했던 소련의 자치국가이다. 1921년 소련의 지원을 받아 중화민국으로부터 독립하였으며 1944년에 소련에 합병되었다.

## 역사
1918년에 중화민국으로부터 독립하였다. 당시 이 나라는 러시아가 혼란한 과정에서 소련 공산당의 지원을 받고 독립하였는데, 소련이 성립되었을 때 소련으로부터 독립국으로 인정받았다. 몇 차례 중화민국은 투바를 재합병하고자 하였으나 소련의 보호와 군사력에 의해 저지되었다. 초대 총리 돈두크 쿨라르(Куулар Дондук)는 복드 칸국과 흡사한 불교 사회주의 독립 국가를 만들고자 했지만 종교적 이유로 소련에 끌려가 숙청당한다. 뒤를 이은 살차크 칼바크호레코비치 토카는 소련에 합병될 때까지 집권한다. 1941년 독일이 소련을 침공하자 동부 전선 (제2차 세계 대전)에 가담하여 1개 보병연대와 기병대대를 보낸다. 또 소련에서 전차병을 훈련시키는데 이 전차병 중 하나가 소련에서 영웅 훈장을 받게 된다. 1944년 소련에 합병되어 투바 자치주가 되었고, 1961년 자치공화국으로 승격, 현재는 러시아 연방의 러시아의 공화국 중 하나인 투바 공화국이 되어 있다. 
본래 “탄누 투바”로 불리었으나, 1926년에 국명을 “투바 인민공화국”으로 바꾸었다.

## 외교
1926년 소련과 몽골 인민공화국은 투바의 독립을 인정하는 조약을 체결했으나, 세계의 나머지 나라는 투바의 독립을 인정하지 않았다.

## 탄누 투바의 당시 종교
투바의 국교는 불교였다. 그러나 1929년에 초대 총리였던 돈두크 쿨라르가 불교 사상을 바탕으로 한 사회주의 체제를 고수하여 소련에 의해 숙청되면서 불교와 샤머니즘에 대한 탄압이 시작되었다. 1929년 25개의 사원과 4,000명의 라마승 및 샤먼이 있었지만, 국가 무신론을 바탕으로 하는 사회주의 국가 특성 상 불교가 종교로 자리잡는 데에는 한계가 있었기에  2년 뒤에는 단 한 개의 사원과 15명의 라마승, 725명의 샤먼만이 남았다.